# Parastenocaris bolbodes
Parastenocaris bolbodes is een eenoogkreeftjessoort uit de familie van de Parastenocarididae. De wetenschappelijke naam van de soort is voor het eerst geldig gepubliceerd in 1968 door Kiefer.